# Czarna Płóczka
Czarna Płóczka (niem. Schwarze Seiffen) – potok, prawy dopływ Kamiennej. 
Potok płynie w Sudetach Zachodnich w zachodniej części Karkonoszy, w zachodniej części Karkonoskiego Padołu Śródgórskiego. Jego źródła znajdują się na północny zachód od Trzech Jaworów. Płynie na północny zachód, później na północ. Przyjmuje kilka niewielkich, bezimiennych dopływów. Uchodzi do Kamiennej w Szklarskiej Porębie, naprzeciw Szklarskiej Poręby Dolnej.
Płynie po granicie i jego zwietrzelinie. Cały obszar zlewni Czarnej Płóczki porośnięty jest górnoreglowymi lasami świerkowymi.